# 金隈
金隈（かねのくま）は、福岡県福岡市博多区の地名。大字金隈と金の隈1丁目 - 3丁目（住居表示実施済）がある。2017年(平成29年)現在の人口4,350人。郵便番号は812-0863。

## 地理
博多区の南東端に位置する。北側は博多区立花寺に、西側・南側・東側は大野城市に、東側から北東側は志免町に接する。東側にわずかに宇美町に接する部分がある。
南端から西端に向かって北西に御笠川が流れている。御笠川の東側に国道3号と都市高速太宰府線が通り、その少し東側に県道574号線が通る。
国道3号・都市高速太宰府線・県道574号線の周辺は住宅および事業所が多い。

## 歴史
地域内からは弥生時代の遺跡である金隈遺跡が発見されている。金隈遺跡は現在、史跡公園として公開されている。
1889年の町村制施行以前は金隈村だったが、町村制施行後は席田郡席田村となった。1933年4月1日に福岡市に編入、1972年4月1日に政令指定都市となり、博多区の一部となった。
住居表示実施前は「大字金隈」であったが実施後は「金の隈」と「の」の字を挿入している（西区姪浜と同様）。

### 町域の変遷
| 住居表示実施後               | 実施年月日         | 住居表示実施前 |
| ---------------------------- | ------------------ | -------------- |
| 金の隈一丁目から金の隈三丁目 | 2003年（平成15年） | 大字金隈の一部 |

## 医療
- 金隈病院

## 交通

### 道路
- 福岡高速2号太宰府線
  - 金の隈出入口
  - 大野城出口
- 国道3号
- 福岡県道574号水城下臼井線

### バス
- 西鉄バス
  - 板付線43系統